# Kurt Holm

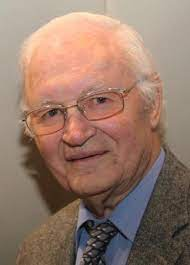
Kurt Holm (2015)

Kurt Holm (* 1935 in Heilbronn) ist ein österreichisch-deutscher Soziologe und Sozialforscher.

## Leben und Wirken
Kurt Holm machte (nach Abitur 1954) eine kaufmännische Lehre und arbeitete bis 1957 als Kaufmannsgehilfe. Von 1957 bis 1959 begann er zunächst ein Studium der damals neuen Studienrichtung Sozialwirtschaft an der Hochschule für Sozial- und Wirtschaftswissenschaften in Nürnberg und wechselte dann 1959 an die Freie Universität Berlin, wo er das damals dort neu eingerichtete Studium der Soziologie abschloss (Diplom 1960, Doktorat 1967). Hier studierte er u. a. bei Renate Mayntz und entwickelte seinen seitherigen wissenschaftlichen Schwerpunkt: Methoden der Empirischen Sozialforschung. Kurt Holm wirkte dann auch ab 1963 als wissenschaftlicher Mitarbeiter am Institut für Soziologie der FU Berlin (Lehrstuhl Renate Mayntz).
Er habilitierte sich in Berlin 1970 für das Fach „Soziologie“ mit einer Arbeit „Verteilung und Konflikt“ (s. Holm 1970a). 1972 wurde Kurt Holm (als Nachfolger des Linzer Gründungsprofessors Erich Bodzenta, der 1971 einen Ruf an die Universität Wien annahm) an die damalige „Hochschule für Sozial- und Wirtschaftswissenschaften“ in Linz berufen, wo er 33 Jahre lang (bis zu seiner Emeritierung 2004) den Lehrstuhl und das Fach Empirische Sozialforschung innehatte bzw. vertrat.

## Wissenschaftliche Arbeitsschwerpunkte
Kurt Holm hat sich im Laufe seiner wissenschaftlichen Laufbahn schwerpunktmäßig folgenden Themen gewidmet:
Konkrete inhaltliche Themen der Soziologie
Hier arbeitete Holm zu Fragen der der Soziologischen Theorie, wie (Macht oder Konflikt, s. z. B. Holm 1968a, Holm 1969c, Holm 1970a), der Pädagogischen bzw. Bildungssoziologie (s. Holm 1973a, Holm 1973b), und der Politischen Soziologie (Wahlforschung; s. B. Holm 1987b).
Mitwirkung an den österr. Sozialen Surveys 1986 und 1993
Der Soziale Survey Österreich (SSÖ) ist Teil eines internationalen Umfrageprogramms (International Social Survey Programme-ISSP) zur Beobachtung des Wandels von Einstellungen und Wertorientierungen in der Bevölkerung verschiedener Länder. Der SSÖ wurde bislang sechs Mal – in den Jahren 1986, 1993, 2003, 2016, 2018 und 2021 – durchgeführt. Kurt Holm war im Leitungsteam der SSÖ 1986 und 1993 (siehe Holm 1987a).
Methoden der Empirischen Sozialforschung
Kurt Holm ist Ko-Autor eines bis heute wichtigen Lehrbuchs zu Methoden der Empirischen Sozialforschung (Holm 1969a, E-Book 2013), das auch ins Englische, Spanische und Polnische übersetzt wurde und immer noch als Standardwerk gilt. Er konzentrierte sich dann auf das Thema der standardisierten Umfrageforschung und entwickelte hier Ansätze zu Skalen und Indizes (Holm 1970b), zur Theorie der Frage (Holm 1974a) und zur Theorie der Fragebatterie (Holm 1974b). Sein 6-bändiges Lehrbuch zu allen Fragen der Umfrageforschung („Die Befragung“, Holm 1975a, Holm 1975b, Holm 1976a, Holm 1976b, Holm 1977, Holm 1979) geht nicht nur auf die Erhebungsmethoden, sondern auch ausführlich auf verschiedene Auswertungsmethoden für Umfragedaten ein, und ist bis heute ein viel zitiertes und wesentliches Hauptwerk zur Empirischen Sozialforschung.
Entwicklung eines umfassenden Programms zur Auswertung von empirischen Daten (ALMO)
Schwerpunkt der wissenschaftlichen Arbeit in den letzten Jahrzehnten ist die Entwicklung eines umfassenden Statistik-Softwareprogrammes (ALMO) zur Auswertung von Umfragedaten, das auch komplexe Verfahren, wie Faktorenanalyse, Clusteranalyse, Latente Klassenanalyse, Wählerstromanalyse oder Multidimensionale Skalierung enthält. ALMO ist vergleichbar mit anderen umfassenden Software-Paketen zur Datenauswertung, wie SPSS oder P-STAT.

## Publikationen (Auswahl)
Kurt Holm hat 25 wissenschaftliche Bücher als Autor, Co-Autor, Herausgeber oder Co-Herausgeber, sowie ca. 75 Beiträge in Fachzeitschriften oder Sammelbänden veröffentlicht. Hier wird eine Auswahl von 30 der mehr als 100 Publikationen dargestellt. Dazu gibt es mehr als 40 sog. „Handbücher“ zu dem von ihm entwickelten Statistik-Programm ALMO.

### Bücher
- Wandel durch Konflikt. Die Ausgangslage des strukturellen Wandels und des sozialen Konflikts, Freie Universität Berlin, Wirtschafts- u. sozialwissenschaftliche Fakultät, Berlin 1965 (Dissertation).
- (mit Renate Mayntz und Paul Hübner): Einführung in die Methoden der Empirischen Soziologie, Westdeutscher Verlag, Opladen 1969, ISBN 3-531-11154-X (ISBN der 3. Auflage, inzwischen 5. Auflage 1978, 2013 auch veröffentlicht als E-Book, kostenpflichtig).
- Verteilung und Konflikt: ein soziologisches Modell, Ferdinand Enke Verlag, Stuttgart etc. 1970 (zugleich Habilschrift, FU Berlin).
- (Hg. mit Günter Hartfiel): Bildung und Erziehung in der Industriegesellschaft. Pädagogische Soziologie in Problemübersichten und Forschungsberichten, Westdeutscher Verlag, Opladen 1973, ISBN 3-531-11087-X.
- (Hg.): Die Befragung, Band 1: Der Fragebogen, die Stichprobe, Francke Verlag, München etc. 1975, ISBN 3-7720-1088-1 (inzw. 4. Auflage 1991).
- (Hg.): Die Befragung, Band 2: Datenaufbereitung, Tabellenanalyse, Korrelationsmatrix, Francke Verlag, München 1975, ISBN 3-7720-1089-X (inzw. 4. Auflage 1991).
- (mit Renate Mayntz und Paul Hübner): Introducción a los métodos de la sociología empírica. Versión espanõla de Jaime Nicolás Muñiz, Ed. Alianza Universidad, Madrid 1975, ISBN 84-206-2131-5 (Übersetzung ins Spanische von Holm 1969a; inzwischen 4. Auflage 1988; auch online: siehe das Buch in full text, PDF).
- (Hg.): Die Befragung, Band 3: Die Faktorenanalyse, A. Francke Verlag, München 1976, ISBN 3-7720-1129-2 (inzw. 4. Auflage 1991).
- (Hg.): Die Befragung, Band 4: Skalierungsverfahren, Panelanalyse, Francke Verlag, München 1976, ISBN 3-7720-1130-6 (inzw. 4. Auflage 1991).
- (mit Renate Mayntz und Paul Hübner): Introduction to Empirical Sociology. Translated by A. Hammond, Penguin Books Education, Harmondsworth/Middlesex 1976, ISBN 0-14-080996-1 (Übersetzung ins Englische von Holm 1969a).
- (Hg.): Die Befragung, Band 5: Pfadanalyse, Coleman-Verfahren, A. Francke Verlag, München 1977, ISBN 3-7720-1131-4 (inzw. 4. Auflage 1991).
- Die Befragung, Band 6: Das allgemeine lineare Modell, A. Francke Verlag, München 1979, ISBN 3-7720-1132-2 (inzw. 4. Auflage 1991).
- (mit Renate Mayntz und Paul Hübner): Wprowadzenie do metod socjologii empirycznej. Przekł Wanda Lipnik, Państwowe Wydawnictwo Naukowe, Warschau 1985, ISBN 83-01-05254-6 (Übersetzung ins Polnische von Holm 1969a).
- (Hg. mit Max Haller): Werthaltungen und Lebensformen in Österreich. Ergebnisse des Sozialen Survey 1986, R. Oldenbourg Verlag und Verlag für Geschichte und Politik, München und Wien 1987, ISBN 3-486-54541-8.
- (Hg. mit Max Haller, Karl H. Müller, Wolfgang Schulz und Eva Cyba) 1996: Österreich im Wandel. Werte, Lebensformen und Lebensqualität 1986 bis 1993, Verlag für Geschichte und Politik und R. Oldenbourg Verlag, Wien und München 1996, ISBN 3-7028-0340-8 bzw. ISBN 3-486-56181-2.

### Artikel und Buchbeiträge
- Stabilität, Wandel und Konflikt. Versuch einer soziologischen Verteilungstheorie, in: Soziale Welt, ISSN 0038-6073, 19. Jg. (1968) H. 3/4, S. 217–239.
- Der Intra-Rollenkonflikt des Werkmeisters, in: Dieter Claessens (Hg.): Rolle und Macht, Juventa Verlag, München 1968, ISBN 3-7799-0137-4 (= ISBN der 3. Auflage 1974), S. 78–89.
- Theorie sozialer Konflikte, in: Kölner Zeitschrift für Soziologie und Sozialpsychologie, ISSN 0023-2653, 21. Jg. (1969), S. 201–213.
- Gültigkeit von Skalen und Indizes, in: Kölner Zeitschrift für Soziologie und Sozialpsychologie, ISSN 0023-2653, 22. Jg. (1970), S. 693–714.
- Zuverlässigkeit von Skalen und Indizes, in: Kölner Zeitschrift für Soziologie und Sozialpsychologie, ISSN 0023-2653, 22. Jg. (1970), S. 356–386.
- Lehrerverhalten und Beliebtheit der Schüler, in Holm 1973a, S. 353–383.
- Theorie der Frage, in: Kölner Zeitschrift für Soziologie und Sozialpsychologie, ISSN 0023-2653, 26. Jg. (1974), S. 91–114.
- Theorie der Fragebatterie, in: Kölner Zeitschrift für Soziologie und Sozialpsychologie, ISSN 0023-2653, 26. Jg. (1974), S. 316–341.
- Sozialstruktur, politische Grundorientierungen und Parteipräferenz, in: Holm 1987a, S. 191–216.
- (mit Eva Cyba, Max Haller, Wolfgang Schulz und Karl H. Müller): Der Soziale Survey 1993 im Überblick
- 1996c: Wandel politischer Einstellungen, S. 221–240.

## ALMO-Programme und Handbücher
Kurt Holm publizierte 2000–2021 (tw. mit anderen) ALMO-Software-Pakete und ALMO-Handbücher, zuerst im Eigenverlag Institut für Soziologie, Universität Linz (bis 2004) und dann im Eigenverlag Kurt Holm Leonding (ab 2004).

### ALMO-Handbücher „Typ I“ (analog)
Hier wurden als Ergänzung der verschiedenen ALMO-Software-Pakete ab 2000 38 detaillierte Handbücher (tw. mit anderen Autoren) zunächst gedruckt bzw. dann digital im PDF-Format publiziert und laufend aktualisiert, welche in jeweils aktueller Version bis heute auch einzeln auf der ALMO-homepage zum Download kostenlos zur Verfügung stehen.

### ALMO Software-Pakete mit integrierten Handbüchern Typ II (digital)
- Das Software-Paket ist dzt. mit der ALMO Version V15 vom 4. Oktober 2021 ein kostenfreier download.
- Darin enthalten sind folgende digitale „Handbücher II“: (1) Bedienungsanleitung für Almo; (2) Almo-Programmiersprache, Grundlagen von Almo; (3) Grundlegende Verfahren I und II (Beschreibung zu Datenausgabe, 2- u. 3-dimensionale Streudiagramme, eindimensionale Häufigkeitsverteilung, Basis-Statistiken, Sortieren, nichtparametrische Verfahren, 2-, 3-, beliebig-dimensionale Tabellierung, Tests für Mittelwertsdifferenzen, Korrelationsmatrix); (4) Fortgeschrittene Verfahren (Beschreibung zu Logit- und Probit-Analyse, Zeitreihenanalyse, Pfadanalyse, Klassifikation, Wählerstromanalyse, kanonische Korrelation, kanonische Diskriminanzanalyse, bivariate Korrespondenzanalyse, Soziometrie, Conjoint-Analyse); (5) Sozialwissenschaftliche Skalierungsverfahren (Beschreibung zu dichotomer Rasch-Skalierung, Unfolding-Verfahren, Latent Structure Analysis, Guttman- und Mokken-Skalierung, Ähnlichkeitsskalierung, nichtmetrische multidimensionale Skalierung nach Kruskal, das allgemeine ordinale Rasch-Modell); (6) Das Allgemeine Lineare Modell (Uni- und multivariate Regressionsanalyse, Varianzanalyse, Kovarianzanalyse, Diskriminanzanalyse); (7) Faktorenanalyse, multiple Korrespondenzanalyse; (8) Konfirmatorische Faktorenanalyse; (9) Clusteranalyse; (10) Ereignisanalyse; (11) Wahlhochrechnung und Wählerstromanalyse; (12) Almo-Data-Mining.